# 基斯克亞
基斯克亞（西班牙語：Quisqueya），是多明尼加共和國的城鎮，位於該國東南部，由聖彼德省負責管轄，面積155.45平方公里，2012年人口24,885，人口密度每平方公里160人。